# Rem als Jocs Olímpics d'estiu de 1904
Als Jocs Olímpics de 1904, es disputaren cinc proves de rem. Tots els participants excepte el vuit canadenc eren dels Estats Units. Les competicions es disputaren el dissabte 30 de juliol de 1904. Fou la segona aparició del rem als Jocs Olímpics. S'introduïren les proves de dos i quatre sense timoner, reemplaçant les mateixes proves amb timoner. També s'introduí el doble scull.

## Nacions participants
Un total de 44 remers de dos països participaren en els Jocs de St. Louis:
- Canadà (9)
- Estats Units (35)

## Resum de medalles
| Prova                        | Or | Argent | Bronze                                                                   |
| Scull individual detalls     | Frank Greer | James Juvenal | Constance Titus                                                          |
| Doble scull detalls          | Estats Units · John Mulcahy · William Varley | Estats Units · Jamie McLoughlin · John Hoben | Estats Units · Joseph Ravannack · John Wells                             |
| Dos sense timoner detalls    | Estats Units · Robert Farnan · Joseph Ryan | Estats Units · John Mulcahy · William Varley | Estats Units · John Joachim · Joseph Buerger                             |
| Quatre sense timoner detalls | Estats Units · Arthur Stockhoff · August Erker · George Dietz · Albert Nasse                                                                                    | Estats Units · Frederick Suerig · Martin Formanack · Charles Aman · Michael Begley                                                                              | Estats Units · Gustav Voerg · John Freitag · Louis Heim · Frank Dummerth |
| Vuit amb timoner detalls     | Estats Units · Frederick Cresser · Michael Gleason · Frank Schell · James Flanagan · Charles Armstrong · Harry Lott · Joseph Dempsey · John Exley · Louis Abell | Canadà · Arthur Bailey · William Rice · George Reiffenstein · Phil Boyd · George Strange · William Wadsworth · Donald MacKenzie · Joseph Wright · Thomas Loudon | Cap                                                                      |

## Medaller
Només un dels 44 participants no aconseguí medalla, David Duffield, quart a l'scull individual.
| Posició | País         | Or | Argent | Bronze | Total |
| 1       | Estats Units | 5  | 4      | 4      | 13    |
| 2       | Canadà       | 0  | 1      | 0      | 1     |